# Martynowka (obwód orenburski)
Martynowka (ros. Мартыновка) – wieś (sieło) w Rosji, w obwodzie orenburskim, w rejonie asiekiejewskim. W 2010 liczyła 346 mieszkańców.